# Тревиньо, Карлос
Карлос Альберто Тревиньо Луке (исп. Carlos Alberto Trevino Luque; 9 августа 1994, Монтеррей, Мексика) — мексиканский футболист, полузащитник.

## Клубная карьера
Тревиньо — воспитанник клуба «Атлас». 7 октября 2012 года в матче против «Крус Асуль» он дебютировал в мексиканской Примеры. В 2015 году Карлос на правах аренды перешёл в «Некаксу», но так и не дебютировал за команду. В начале 2016 года он отправился за игровой практикой в «Венадос». 30 января в матче против «Мурсиелагос» Тревиньо дебютировал в Лиге Ассенсо. 16 апреля в поединке против Лобос БУАП Карлос забил свой первый гол за «Венадос».
Летом 2017 года Тревиньо на правах аренды перешёл в Лобос БУАП. 23 августа в матче против своего родного клуба «Атлас» он дебютировал за новую команду.

## Международная карьера
В 2013 году в составе молодёжной сборной Мексики Карлос стал чемпионом КОНКАКАФ среди молодёжных команд. На турнире он сыграл в матче против молодёжной команды Сальвадора. В том же году Тревиньо участвовал в Турнире в Тулоне. Летом 2013 года он поехал с молодёжной командой на чемпионат мира в Турцию. На турнире он сыграл в матче против команд Греции.

## Достижения
Международные
 Мексика (до 20)
- Чемпионат КОНКАКАФ среди молодёжных команд — 2013